# ソニーモバイルコミュニケーションズ
ソニーモバイルコミュニケーションズ株式会社（英: Sony Mobile Communications Inc.、略：SOMC）は、かつて存在した日本の通信機器メーカー。スマートフォンの「Xperia」シリーズなどを主力とした。
2001年に日本の大手電機メーカー・ソニー（現・ソニーグループ）と、スウェーデンの通信機器メーカー・エリクソン（本社ストックホルム）との合弁企業、ソニー・エリクソン・モバイルコミュニケーションズ株式会社（Sony Ericsson Mobile Communications、略称SEMC）として発足した。2001年の設立時は、本社は英国・ロンドン（登記上の本店はスウェーデン・ルンド）に置かれていたが、2011年末にルンドに移転、2012年にはエリクソンの出資分をソニーが引き受けてソニーの完全子会社となった後、東京都港区に移管した。2015年に本社を品川駅港南口にあるWビルから、品川シーサイドに移転した。
2021年4月1日をもってソニーのエレクトロニクス事業をソニー株式会社（同日付でソニーグループに商号を変更）から吸収分割により譲受、併せてソニーイメージングプロダクツ&ソリューションズ株式会社、ソニーホームエンタテインメント&サウンドプロダクツ株式会社、ソニーエレクトロニクス株式会社を吸収合併し、（2代目）ソニー株式会社に商号変更した。現在の本社は東京都港区のソニーシティとなっている。
本項目では「ソニーモバイルコミュニケーションズ」時代を含めたソニーの移動体通信事業について記すと共に、2013年から2020年まで日本国内向けの事業を担っていたソニーモバイルコミュニケーションズジャパン株式会社の事業展開についても記述する。なおソニーモバイルコミュニケーションズジャパンは、2020年4月1日にソニーモバイルコミュニケーションズへ吸収合併されている。

## 概要
ソニーの携帯電話は高いデザイン性を特色としていたものの、後発で市場シェアも低かった。ソニーは単独では生き残れないと判断し、同じく端末世界最大手のノキア（フィンランド）の攻勢で端末事業が苦境にあったエリクソン（スウェーデン）との合弁事業の道を選んだ。
ソニー・エリクソン誕生後、ソニーの代表的なブランドであるウォークマン（オーディオプレーヤー）、サイバーショット（デジタルカメラ）、ブラビア（液晶テレビ）などを冠した、特徴的なフィーチャーフォン端末を出して好評を得て、近年はスマートフォンの「Xperia（エクスペリア）」シリーズを主力としている。
主要モデルであるXperiaシリーズは多機種展開され、エントリーモデル、ミドルグレードモデル、HDディスプレイを採用したハイエンドモデル、ゲーム機と一体化しスライド式のゲームコントローラーを備えたモデル、キーボード搭載モデル、ミニサイズやスリム・軽量化モデル、スポーツやアウトドア用途を想定しハンマーで叩いても割れないタフネスモデルなど多岐に及んだ。また2017年には、独自の音声応答のAIを搭載したXperia Earや、Xperia Helloといった、携帯電話以外の通信端末なども発表された。
2018年度は、前年度比で記録的な販売不振となったことを受け、海外市場からの大幅撤退やコスト削減に追われている。ソニー・エリクソン発足時に転籍させた社員らを再度本社に転籍させる管理費削減、ルンド拠点のリストラや、ヨーロッパのマーケティング部門の本社（ソニーヨーロッパ）への移管などを通じて、2020年度の黒字化を目指す事業再構築を進めている。

### エリクソンとの合弁解消とソニー完全子会社化
一定のブランド力を確立したソニー・エリクソンも、金融危機や携帯電話の低価格化、さらにはスマートフォンの普及により、厳しい競争環境の変化にさらされた。特にスマートフォンの普及により、端末のみならず、コンテンツやデザインによる競争が激化したことで、世界中の通信インフラに強みを持つエリクソンとしては、携帯電話事業から撤退し、本業の通信インフラに経営資源を集中することになった。一方、ソニーは、厳しいスマートフォン競争の中で、ソニーが持つ他事業との連携並びにソニーグループ全体の意思疎通を迅速なものとするためには、携帯電話事業を単独で保有する決断をした。結果的に、ソニーとエリクソンは携帯電話事業の合弁を解消することで合意し、2012年にソニーが、エリクソンの持つソニー・エリクソンの株式を買い取ることで、ソニー・エリクソンを100%子会社化し、社名を「ソニーモバイルコミュニケーションズ」とした。

### One SONY連携
完全子会社後は、ソニーグループとの意思疎通を迅速化し、Xperiaと、ソニー本体及び系列会社の製品であるSony Tablet、ブラビア、カメラの「αシリーズ」、あるいは本社のエージェント技術などとの連携をしており、MWCやIFAでの新製品アナウンスコメントにも、毎年グループ技術の活用が謳われている。
2012年8月に発表された、タブレット端末の「Xperia Tablet S」を発表した。これまで同社タブレットは「Sony Tablet」として展開してきたが、新モデルからはスマートフォンと共通のブランドを冠した「Xperia Tablet」となる。
2019年夏に国内販売がされた「Xperia 1」では、映像クリエイターにも使ってもらえることを狙い、カメラとディスプレイに厚木事業所の業務機器の技術が反映されている。

### シンボルマークとロゴ
ソニー・エリクソン誕生時は、ソニーのものともエリクソンのものとも異なる、独自デザインのシンボルマークが採用され、その下に「Sony Ericsson」のロゴが配された。
コンセプト・キーワードは「Liquid Identity」と「Another Me」の2つ。細胞をイメージし、親会社である Sony の S、Ericsson の E をシンボル化した銀色の外殻が、内側の緑色に光る「生命体」を包みこむデザインがソニークリエイティブセンターによって作成された。まるで細胞のように有機的に活動し続ける様を表現する。光ったり動いたりする「核」も存在し、ネットや映像媒体で使用され、より表現力の高いものとした。
なお、ソニーモバイルコミュニケーションズ移行後は「SONY」ロゴで、製品にはSONYあるいは「XPERIA」ロゴがプリントされている。2012年末発売の端末（ドコモ端末ではSO-05Dまで）にはシンボルマークが残っていた。

### 世界シェア
フィーチャーフォン時代から2010年代の半ばまでは、携帯機器メーカーでは世界トップ10に入る主要メーカーであり、例えば2007年のウォークマン携帯は、2007年第1四半期だけで1890万台販売し、「音楽携帯をリード」（同社CEOマイルス・フリント）していた。XPERIAを柱としてからも存在感はあり、2013年度には3910万台で、サムスンやApple、LG電子などと張り合う存在だった。2014年度には1兆4,102億円の売上を誇っていた。
しかし、廉価版市場を中心に中国メーカーの飛躍がめざましく、世界市場では2021年第2四半期においてサムスン (19%)、シャオミ (17%)、Apple (14%)、OPPO、VIVOの順でソニーを含む日本メーカーが太刀打ち出来ない状況にある。現状でソニーの世界シェアは1％にも満たない。
又、国内市場においても、2020年携帯電話出荷台数実績でApple、シャープ、サムスン、FCNT（富士通スマホ後継）、京セラに次ぐ第6位（スマートフォンに限定した場合はApple、シャープ、サムスンに次ぐ第4位）にまでシェアを落としている。

### 本社・拠点
以下の都市に本社、地域・開発・販売・製造拠点を置いている。
- 本社 東京 - 日本（グローバル本社）
- リージョナル・オフィス 
  - シンガポール - アジア・太平洋地域
  - 北京（中国） - 中国・香港地域
  - ロンドン（イギリス） - ヨーロッパ・ロシア・南アフリカ（ソニー・ヨーロッパが業務を同社のマーケティング業務を担当）
  - サンマテオ（米国・カリフォルニア州） - 北米地域

- 開発拠点
  - 東京
  - ルンド
  - サンディエゴ（米国・カリフォルニア州）
  - 北京（ソフト開発拠点）
- 製造拠点
  - タイ
  - 北京（2019年3月末で生産終了、閉鎖）

## 歴史
- 2001年10月1日 - ソニーとエリクソンが携帯事業の合併会社、ソニー・エリクソン・モバイルコミュニケーションズを共同で設立。本社はロンドン、登記上の本店はルンドに置かれた。社長は井原勝美、マイルス・フリント、小宮山英樹とソニー出身者が続いたが、2009年10月15日にエリクソン出身のバート・ノルドベリと交代。

- 2011年10月27日 - ソニーはエリクソンの保有するソニー・エリクソンの50%分の株式を10億5,000万ユーロ（当時の日本円で約1,123億円）の現金で取得。ソニー・エリクソンはソニーの完全子会社となった。

- 2011年末 - 本社をそれまでのロンドンからスウェーデン・ルンドに移管。

- 2012年1月9日 - アメリカ・ラスベガスでのコンシューマー・エレクトロニクス・ショー（CES）のプレスカンファレンスの席上で、ソニー副社長の平井一夫（当時）により、合弁解消後のソニー・エリクソンの新社名を「ソニーモバイルコミュニケーションズ」（Sony Mobile Communications）とし、ブランドはSonyを使用することを発表した[12]。

- 2012年2月15日 - 両社の取締役会での承認や各国において必要とされる政府当局または監督官庁の承認を得た上で株式移転が行われ、ソニー・エリクソンはソニーの完全子会社となった[13]。なお、ソニーとエリクソンは合弁解消後もワイヤレス分野での協業を継続するとしている。

- 2012年3月8日 - 親会社の商号変更に追随するかたちで現社名の「ソニーモバイルコミュニケーションズ株式会社」に変更。

- 2012年10月1日 - 本社をルンドから東京に移管する。東京にグローバルの本社機能が移管され、開発拠点機能、日本市場向けのセールスマーケティング機能を担う。ルンドはリストラなどを行った上で、引き続き重要なソフトウエア開発拠点などとして維持[14]。ただし本社がロンドンの時代と同じく、登記上の本店はスウェーデンに残された[15]。

- 2013年1月7日 - 本社を東京へ完全に移管。日本国内通信事業者向けの事業を担う法人としてソニーモバイルコミュニケーションズ出資の完全子会社「ソニーモバイルコミュニケーションズジャパン」を設立。

- 2015年 - 本社を楽天本社移転跡地の品川シーサイドTSタワーに移転。

- 2016年3月1日 - So-net事業を主管するソニーネットワークコミュニケーションズ株式会社（SNC）を子会社化。

- 2019年4月1日 - 赤字の続くスマホ事業と、黒字の続くテレビ・カメラ事業を統合されることになった[16]。中国の北京にある工場を閉鎖し今後はタイの工場で生産を続ける[17]。

- 2020年4月1日 - ソニーモバイルコミュニケーションズ株式会社が、ソニーモバイルコミュニケーションズジャパン株式会社を吸収合併[18]。

- 2021年4月1日 - 当社がソニーエレクトロニクス、ソニーイメージングプロダクツ&ソリューションズ、ソニーホームエンタテインメント&サウンドプロダクツを統合し、（新）ソニー株式会社（旧ソニー株式会社は同日付でソニーグループ株式会社へ社名変更）へ社名変更。ソニーモバイルコミュニケーションズの社名が消滅[19]。

## 日本国外での販売機種
欧州・アジア向け機種のうち主なものをとりあげる。一部ではあるが、日本国内の海外携帯電話販売店にて販売されている。
モデル名先頭の英字の意味はおおむね以下の通り。
- C - Cyber-shot携帯（2008年に新たにカテゴライズされた）
- D - T-Mobile向けモデル
- F - Vodafone向けモデル
- G - コンパクトタッチスクリーン（2008年に新たにカテゴライズされた）
- J - ストレート（ローエンド）
- K - ストレート（ハイエンド）・Cyber-shot携帯（〜2008年）
- M - UIQスマートフォン
- P - ビジネス向けUIQスマートフォン
- R - AM/FMラジオ搭載モデル
- S - 回転型もしくはスライド型のファッション、カメラ重視モデル
- T - ストレート（旧機種）
- TM - T-Mobile USA向けモデル
- U - エンターテイメント重視モデル
- V - Vodafone向けモデル
- W - ウォークマン携帯
- X - コンバージェンス・Xperiaシリーズ（2008年に新たにカテゴライズされた）
- Z - 折りたたみ型のデザイン重視モデル

なお、末尾の英小文字は販売地域の違いを表している。i は全世界向け（international）、a はアメリカ州向け、c は中国大陸向けである。

### スマートフォン

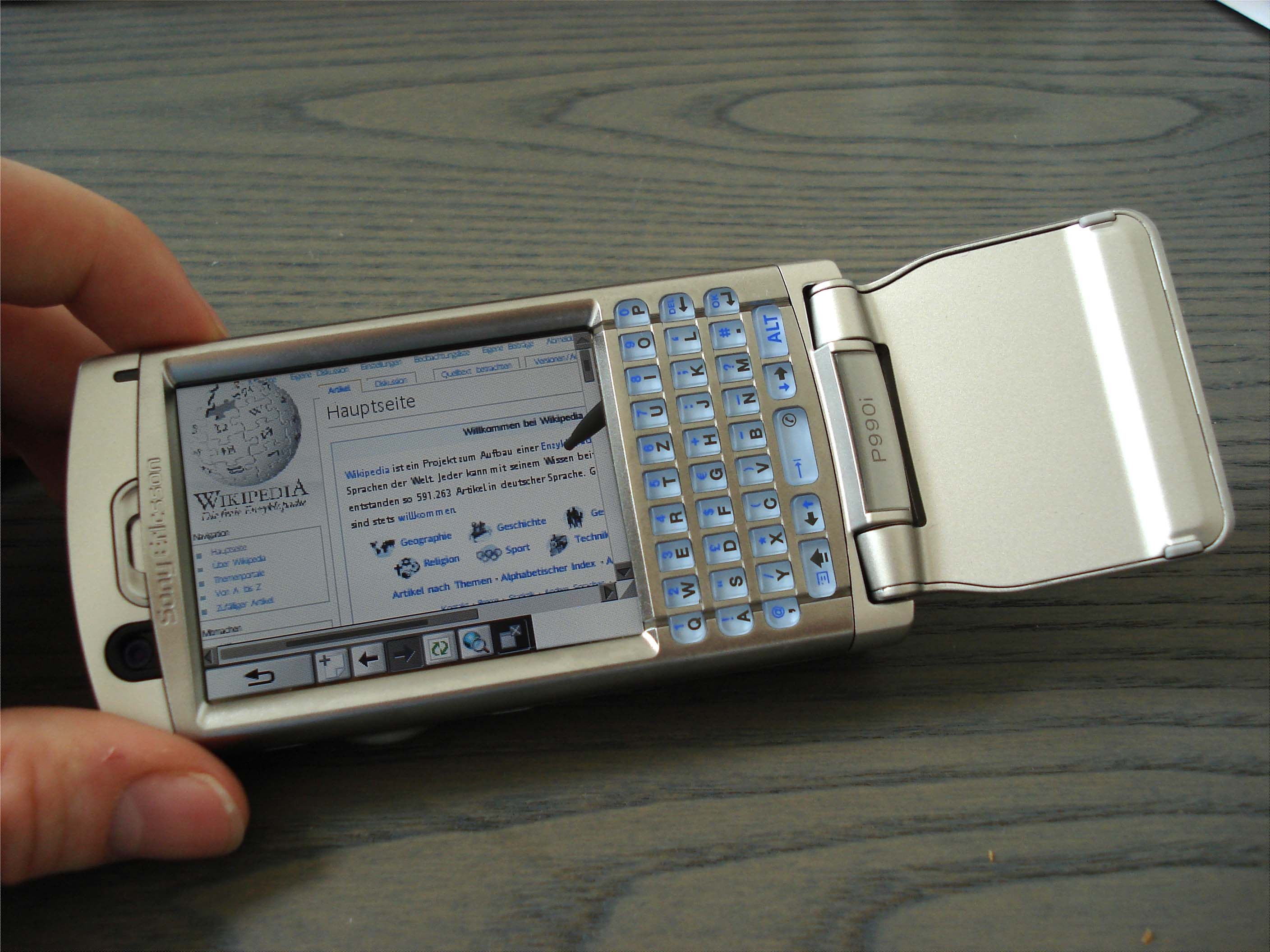
P990i

M600SymbianOS v9.1、UIQ 3.0を採用。2006年2月に発売開始。通信方式はUMTSとGSM。タッチパネルとシーソー型のQWERTYキーパッド搭載（キーの数は20個）。Bluetoothと赤外線に対応しているが無線LANには対応していない。カメラ機能は搭載されていない。メモリースティックマイクロ（M2）スロットを備える。
P800SymbianOS/UIQプラットフォームを採用したスマートフォン。タッチパネルとフリップ型のキーパッド、メモリースティックDuoスロットを備える。
P900P800の後継機。動画撮影可能。
P910P900の後継機。フリップの裏にフルキーボードを備える。P990、P1と共に、BlackBerryコネクトというBlackBerryクライアントソフトを利用できる。
P990P910の後継機。Symbian 9.1、UIQ 3とUMTSを採用したPシリーズ機種。2006年8月に発売。
P1P990の後継機。2007年発売。Symbian OS v9.1、UIQ 3.1。通信方式はUMTSとGSM。M600と同様にタッチパネルとシーソー型のQWERTYキーパッドを搭載。Bluetoothと赤外線に加え無線LANに対応。
XPERIA X1Sony Ericsson初のWindows Mobile機。台湾のHTC社のOEM製品。独自UI「XPERIAパネル」を搭載。対応周波数はGSMが、850/900/1800/1900MHz。EDGE対応。UMTSは850/900/1700/1900/2100MHz。HSDPAだけでなくHSUPAにも対応している。さらにBluetoothとGPSも搭載している。
XPERIA X2
XPERIA X5
XPERIA X10Sony Ericsson初のAndroid機。クアルコムのSnapdragonチップセット（プロセッサコアは1GHz動作）、384MバイトのRAMと1GバイトのROMを搭載。独自インターフェースとなる「UXプラットフォーム」を搭載している。
Xperia X10 miniXperiaシリーズのエントリーモデルとして登場したモデルで、X10を小型化・低スペック化したモデルである。
Xperia X10 mini ProX10 miniにキーボードを搭載したモデル。
Xperia X8Xperiaシリーズのミドルグレードモデル。サイズもX10とX10 miniの中間に位置するモデルである。
Xperia arcX10の後継機種。アークデザインが特徴。
Xperia PLAYPlayStation Suiteに対応したモデル。スライド式のゲームコントローラーを備える。
Xperia neoVivazのデザインを継承したモデルで、arcと同様のスペックを備えたモデルである。
Xperia proneoにキーボードを搭載したモデル。
Xperia miniX10 miniの後継機種。ディスプレイ、メモリ、プロセッサなどがスペックアップしている。
Xperia mini prominiにキーボードを搭載したモデル。
Xperia rayスリム化軽量化したモデル。
Xperia SHDディスプレイ、を採用したハイエンドモデル。初のデュアルコアCPU、NFCを搭載。透明素材Floating Prismが特徴。
Xperia ion米国・AT&T専用のモデル。LTEに対応。

### GSM端末
J210i低価格のトライバンドの重さわずか74gのストレート端末。
Z200低価格のトライバンドで重さ98gのフリップ式端末で、折りたたみ式着せ替え端末。
T68iエリクソン端末のテイストを残す、背の低い小型ストレート端末。カメラはオプション。後の機種にも受け継がれる特徴的なジョイスティックを採用。Mac OS XのiSyncとBluetoothにてシンクロする機能の紹介において、シンクロ先の携帯電話のモデルとなっていた。東南アジアではニセモノが出回る。
Z600カメラ、Java、Bluetoothを搭載。高機能トライバンド携帯。折りたたみ式着せ替え端末。大ヒットモデルとなる。
T610premini-IIに似た外見をもつ、ソニー色の強い端末。カメラ、Java、Bluetoothを搭載。高機能トライバンド携帯。機能的にはZ600とほぼ同じ。筐体やボタンが高級テイストなT630もある。大ヒットモデルとなる。
W800i初のウォークマン携帯。2メガピクセルカメラ搭載。スタイリッシュなデザイン。
S700iSO505iSに似た180°回転モデル。
K790サイバーショット携帯。3.2メガピクセルで、フラッシュも搭載。カメラ時には「Cyber-shot」と似たようなユーザーインターフェースになる。K800と機能とデザインは同じ。
C902サイバーショット携帯。5.0メガピクセルで、タッチ・スクリーン式のパネルとなる。映画『007 慰めの報酬』においてダニエル・クレイグ扮するジェームス・ボンドは銀色のモデルを実際に使用している。

### W-CDMA端末

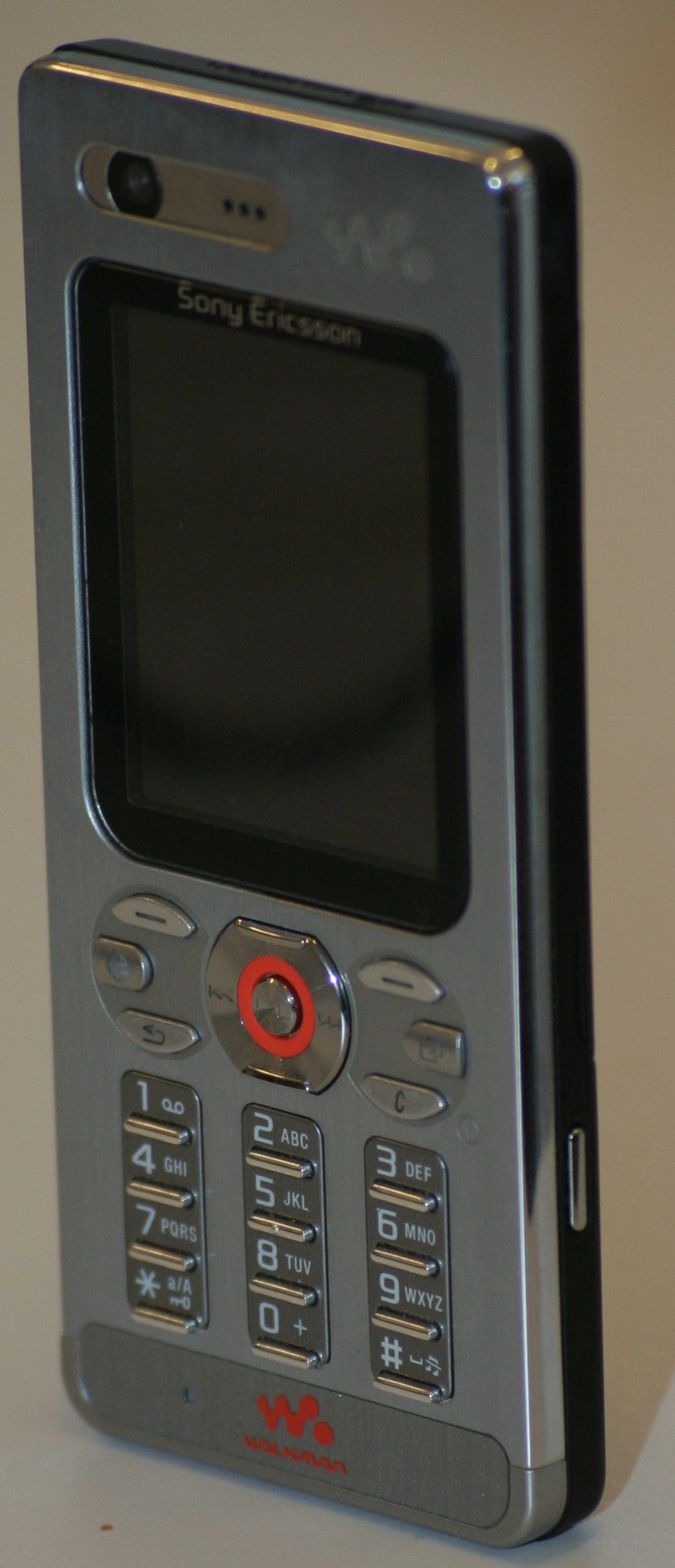
W880i

Z750iソニー・エリクソン初のUMTSとGSMクワッドバンドのデュアルモード対応端末。HSDPAにも対応している。
Z750aZ750iの基本スペックに加え、北米圏のUMTSの周波数帯に対応させたタイプ。HSDPAにも対応している。
Z1010ソニー・エリクソン初のUMTS端末。大型の折りたたみ。
Z800i/V800802SE発売の後にリリースされた海外版。欧州では高い評価を得ている。V800は欧州Vodafone向け。
K600i/V600iストレートのUMTS / GSM端末。V600iは欧州Vodafone向け。
W900UMTS初のウォークマン携帯。大容量内蔵メモリ・2メガピクセルAFカメラなどの特徴を持つ。
W910スライド式のウォークマン携帯。GSM AssociationのBest Mobile Handset or Deviceを受賞した（2008年）。
W880ウォークマン携帯。9.4mmという薄さを実現。日本では未発売だが東京で開発された。
K800世界初のサイバーショット携帯。2006年2月販売開始。3.2メガピクセルAFカメラとキセノンフラッシュを搭載。BestPic機能により1回のシャッターで9カット分自動連写しその中から好きなベストショットを保存する事が出来る。欧州を中心に大ヒットした。2007年にGSM AssociationのBest 3GSM Mobile Handset or Deviceを受賞。側面左側にメモリースティックマイクロ（M2）スロットを備える。3G対応以外は全てK790と同じ。2006年10月に映画007とのコラボレーション企画として銀色モデルが発売された。
W950Symbian OS v9.1+UIQ 3搭載。スマートフォン兼Walkman携帯。タッチスクリーンとテンキーを備える。4GBのフラッシュメモリを内蔵していて最大1000曲入れることが出来る（1曲4分、128Kbpsで換算）。また、RDS搭載FMラジオ、RSS対応Opera 8.0搭載。BluetoothがA2DPに対応しているのでBluetoothヘッドホンで音楽を聴くことも可能である。

### Bluetoothアクセサリー
型番は全世界共通である。以下の商品は日本でも販売されている。
- MH1 Xperia向けマイク付きステレオヘッドセット（Sony Ericsson Store限定）
- DK300 Xperia PLAY専用マルチメディアドック（Sony Ericsson Store限定）
- MW600　ワイヤレスステレオヘッドセット
- LiveView MN800 Xperia向けマイクロディスプレイ（Sony Ericsson Store限定）
- MS430 メディアスピーカースタンド（Sony Ericsson Store限定）
- VH410 ワイヤレスヘッドセット

## 日本法人

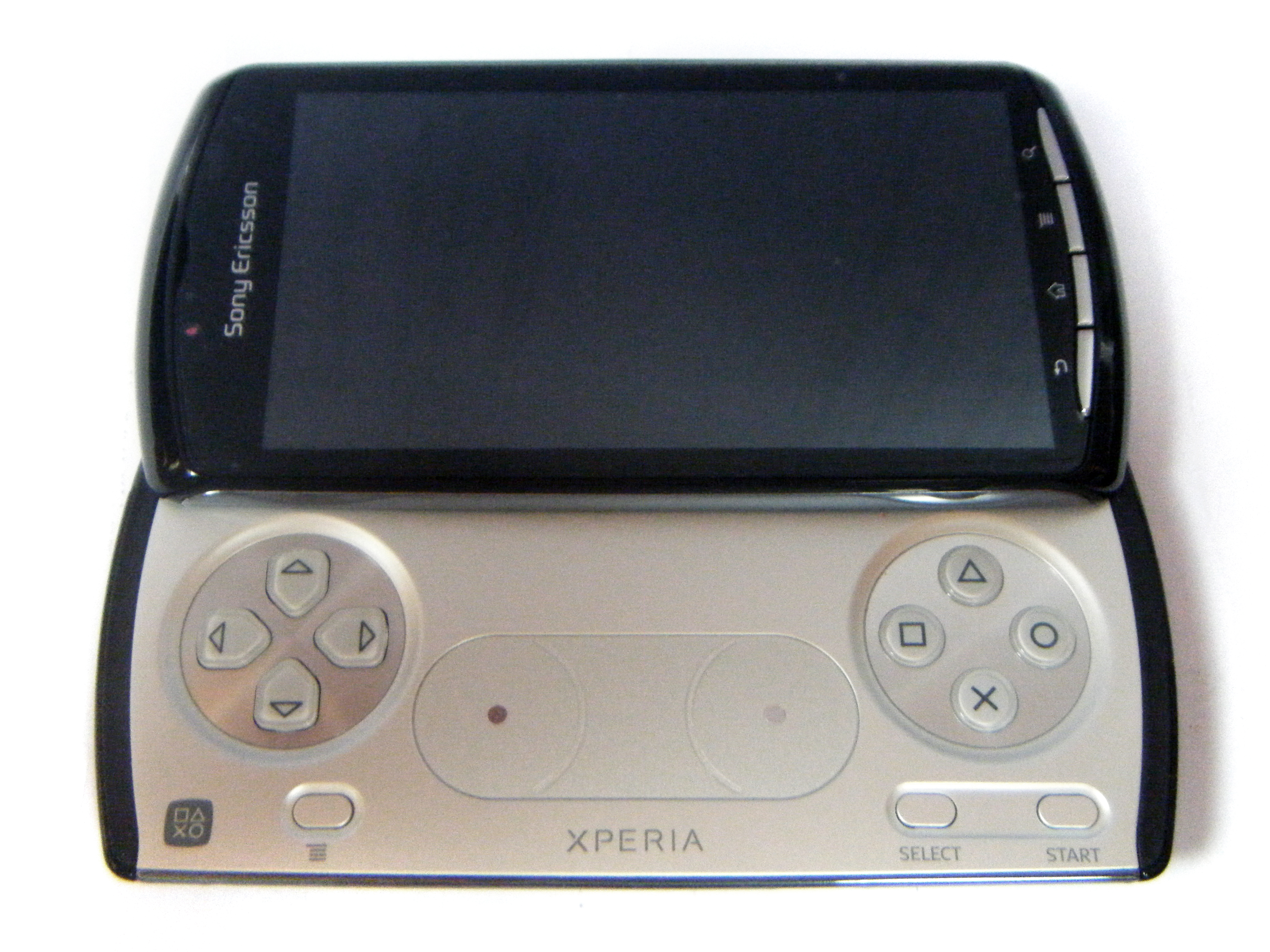
XPERIA Play（SO-01D）

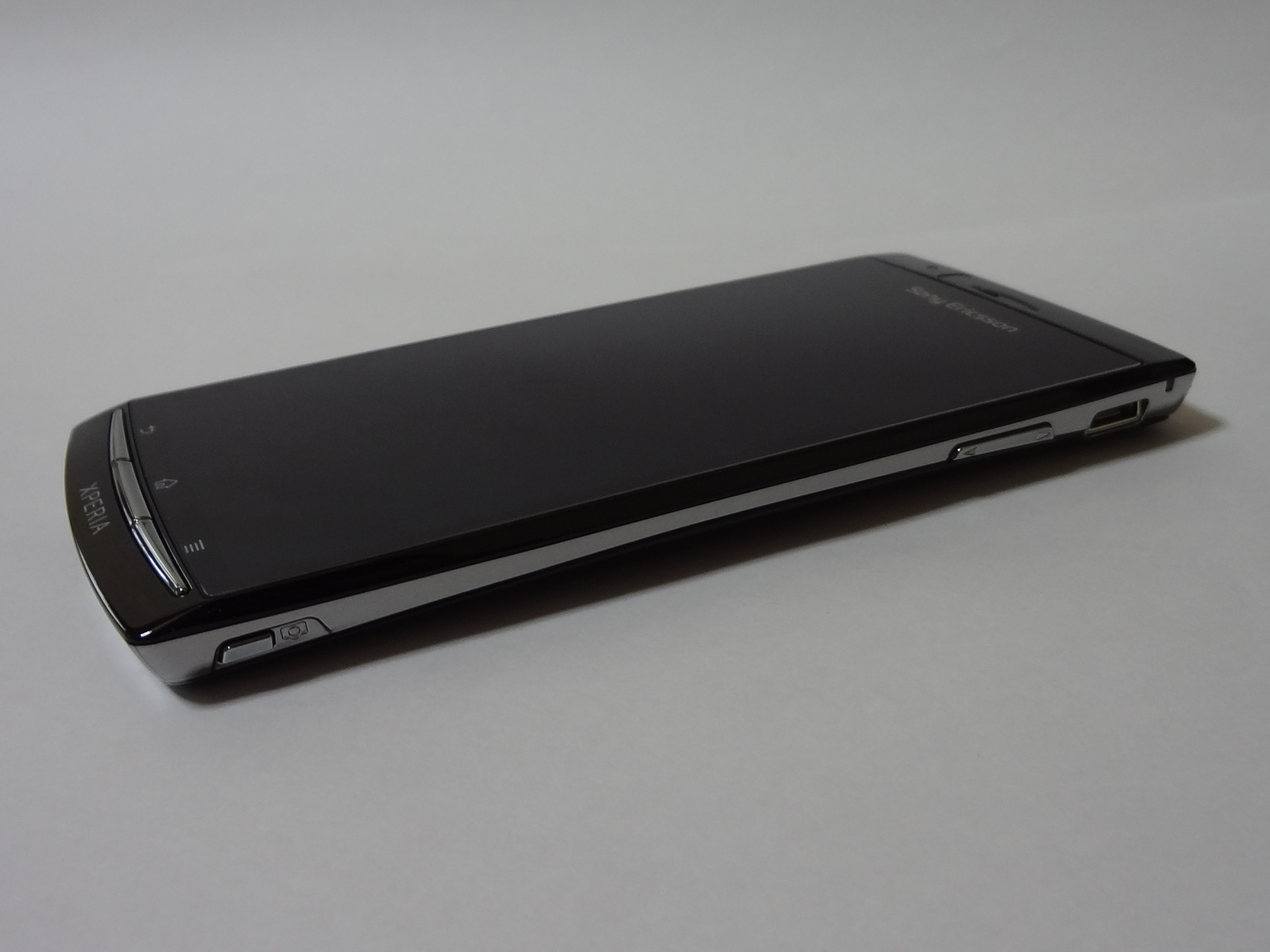
XPERIA arc（SO-01C）

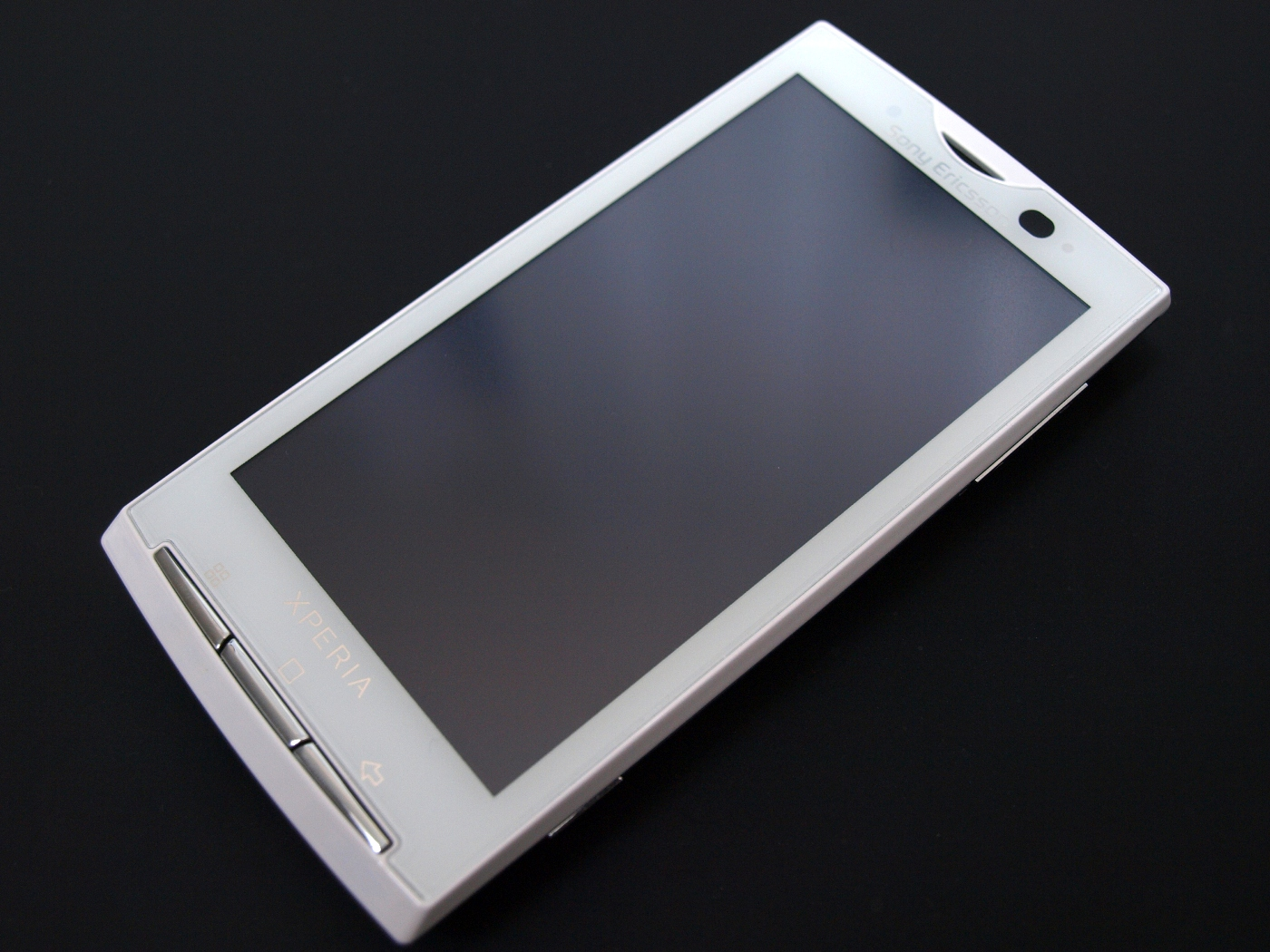
XPERIA（SO-01B）

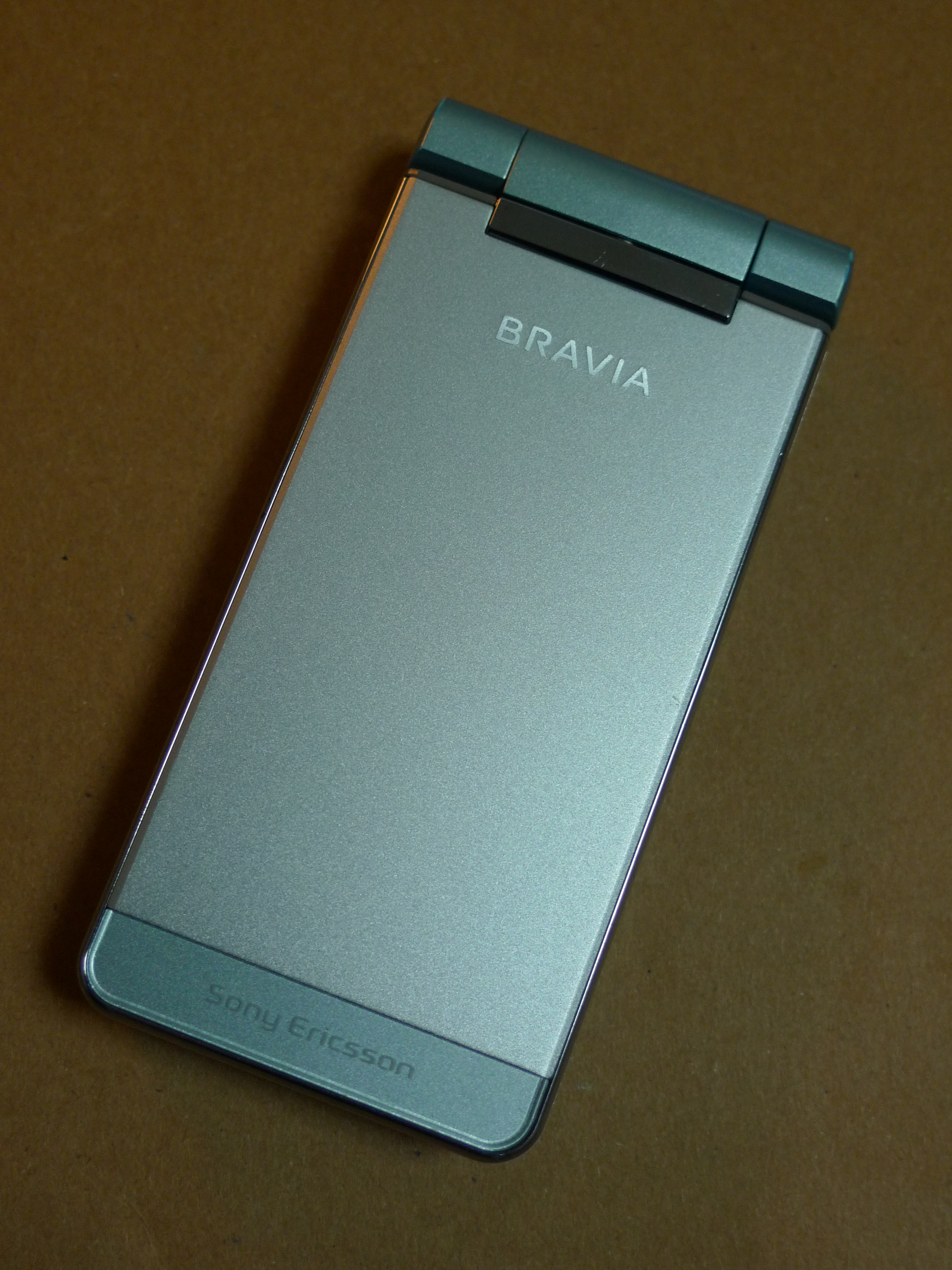
SO906i

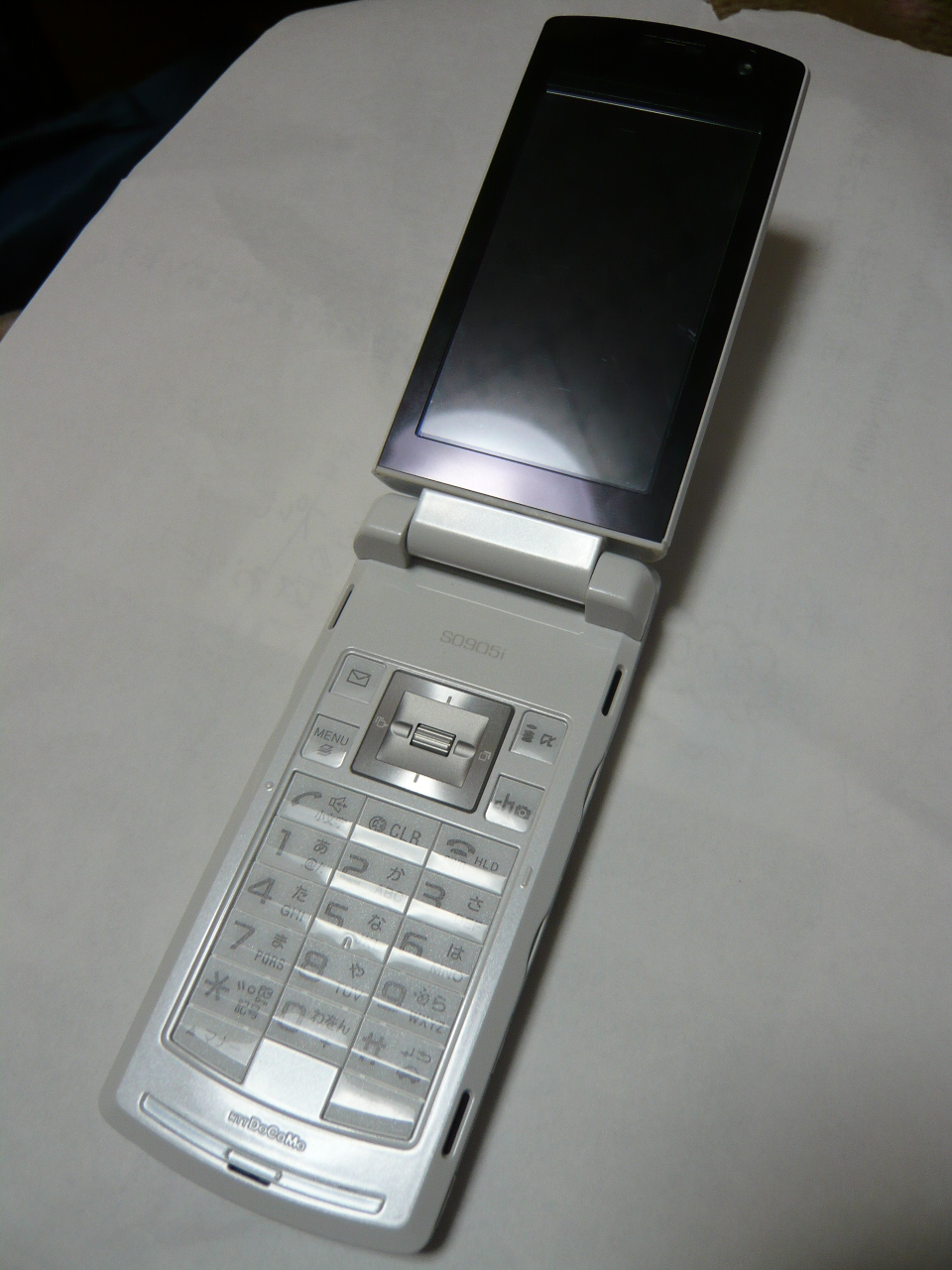
SO905i

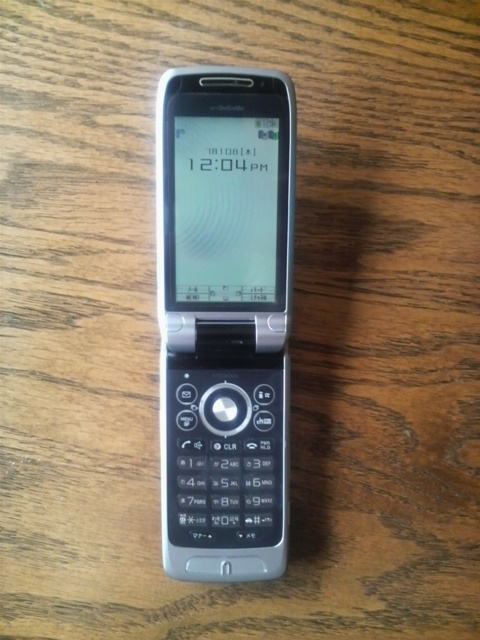
SO903i

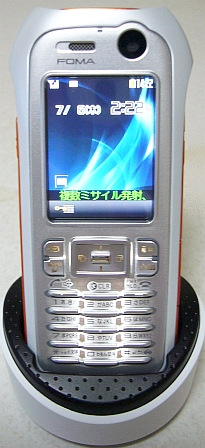
SO902iWP+

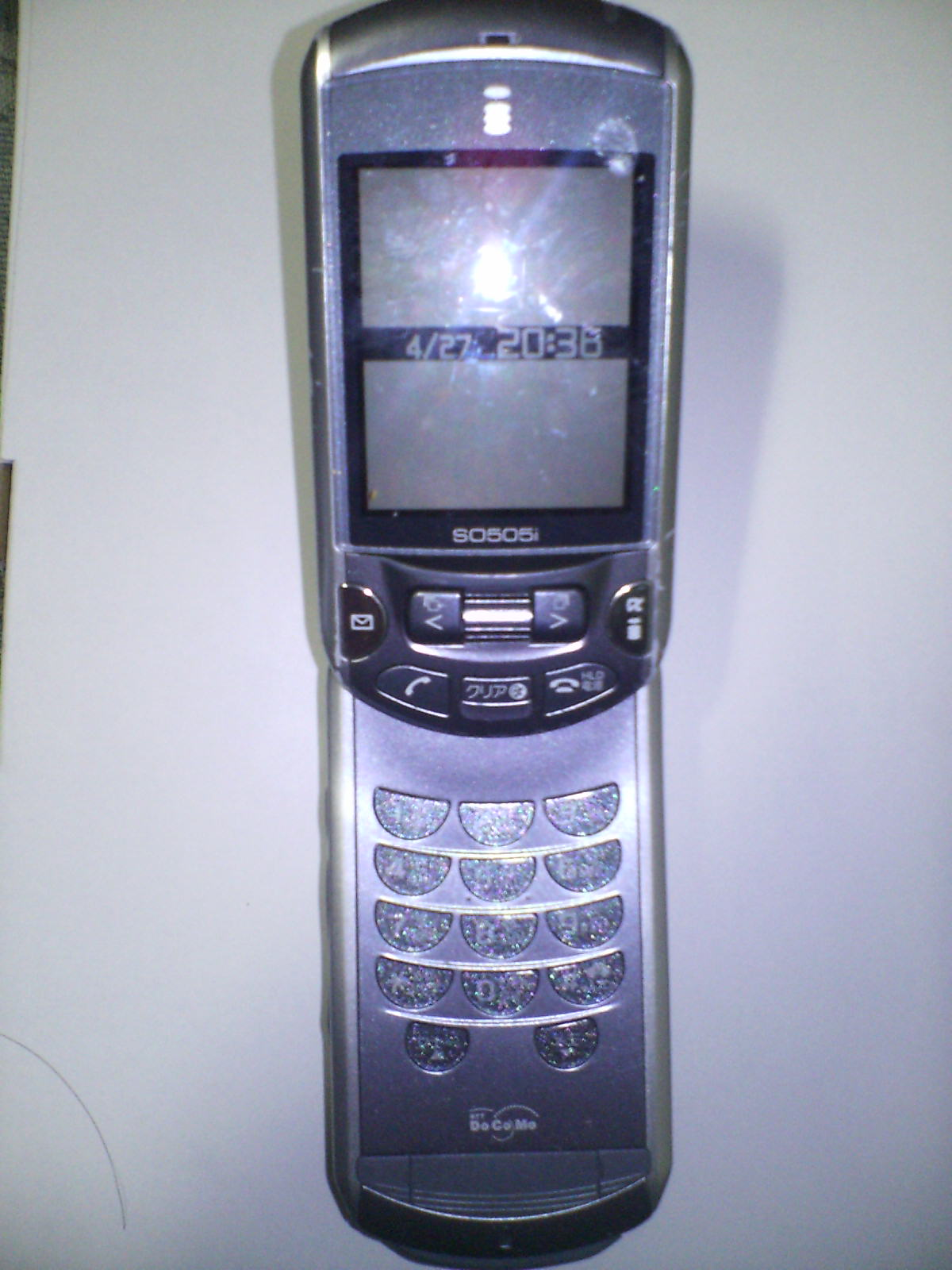
SO505i

2020年3月31日まで、日本向け事業はソニーモバイルコミュニケーションズジャパン株式会社（Sony Mobile Communications Japan, Inc.）が担ってきた。略称はSOMC(J)。ソニーモバイルコミュニケーションズの100%子会社（ソニーの孫会社）である。本社は東京都港区（ソニーモバイルコミュニケーションズと同じ）。横須賀リサーチパークにソニー本社と共同で研究施設を持つ。
元々ソニー・エリクソン時代の日本法人は、グローバル本社の子会社ソニー・エリクソン・モバイルコミュニケーションズ株式会社として設立された会社で、2012年3月8日付をもって、親会社の商号変更に追随する形でソニーモバイルコミュニケーションズ株式会社に商号変更し、2012年10月に日本法人にグローバル本社機能が移管されて経営統合された。
2013年1月7日にソニーモバイルからの分社により、主に日本市場でのキャリアへの営業、マーケティング、販売機能を担う法人として、ソニーモバイルコミュニケーションズジャパン株式会社が設立された。
旧エリクソン製の携帯が日本国内ではほとんど販売されていなかったこともあり、エリクソンとの合弁当初から事実上ソニーの携帯ブランドを引き継いだ形となっている。一方で、社名変更後もソニーエリクソン時代のシンボルマークは端末本体のアクセントとして継続使用されていた（後述）。
2011年冬モデルのauブランド向け「URBANO AFFARE」 (SOY059 を最後にフィーチャーフォンの新製品供給をやめており（NTTドコモ向けは2010年の供給再開の時点でフィーチャーフォンから撤退。2008年夏モデルのSO706iがドコモ向けフィーチャーフォン最終機種だった。）、現在はXperiaブランドのスマートフォン・タブレット端末のみをリリースしている。
なお、ソニーはかつて第二電電（DDI、現・KDDI）の設立に関与していたことから、携帯電話についてもDDIセルラーグループ向けは早い時期から供給している。NTTドコモ向け端末の供給休止中も、au向け端末は継続して供給していた。
NTTドコモ向け端末に関しては、SO503iまでは「mova」を名乗ることが出来ず「DoCoMo by Sony」として端末を供給していた。そのため、メーカーの略号は現在に至るまでアルファベット2文字で「SO」が与えられている。

### 日本国内販売シェア
2018年度上期（4月 - 9月）のスマートフォンのメーカー別シェアでは、1位からApple（46.5％）、シャープ、ソニーモバイル、サムスン電子、ファーウェイという順になった。

## 日本での販売機種
旧ソニー、旧エリクソン時代を含む。

### NTTドコモ

#### ソニーモバイル製・ドコモ向け
SO-54C (Xperia 5 IV)
2022年10月21日発売。
SO-52C (Xperia 10 IV)
2022年7月8日発売。
SO-53C (Xperia Ace III)
2022年6月10日発売。
SO-51C (Xperia 1 IV)
2022年6月3日発売。
SO-53B（Xperia 5 III）
2021年11月12日発売。
SO-51B（Xperia 1 III）
2021年7月9日発売。
SO-52B（Xperia 10 III）
2021年6月18日発売。
SO-41B（Xperia Ace II）
2021年5月28日発売。
SO-52A（Xperia 5 II）
2020年11月12日発売。
SO-41A（Xperia 10 II）
2020年6月25日発売。
SO-51A（Xperia 1 II）
2020年6月18日発売。
SO-01M（Xperia 5）
2019年11月1日発売。
SO-03L（Xperia 1）
2019年6月14日発売。
SO-02L（Xperia Ace）
2019年6月1日発売。
SO-01L（Xperia XZ3）
2018年11月9日発売。
SO-04K（Xperia XZ2 Premium）
2018年7月27日発売。
SO-03K（Xperia XZ2）
2018年5月31日発売。
SO-05K（Xperia XZ2 compact）
2018年6月22日発売。
SO-01K（Xperia XZ1）
2017年11月10日発売。
SO-02K（Xperia XZ1 compact）
2017年11月17日発売。
SO-04J（Xperia XZ Premium）
2017年6月16日発売。
2017年10月27日に新色Rosso追加。
SO-03J（Xperia XZs）
2017年5月26日発売。
SO-01J（Xperia XZ）
2016年11月2日発売。
SO-02J（Xperia X compact）
2016年11月2日発売。
SO-04H（Xperia X Performance）
2016年6月24日発売。
SO-03H（Xperia Z5 Premium）
2015年11月20日発売。
SO-02H（Xperia Z5 Compact）
2015年11月13日発売。
SO-01H（Xperia Z5)
2015年10月29日発売。
SO-05G（Xperia Z4 Tablet）
2015年7月17日発売。
SO-04G（Xperia A4）
2015年6月18日発売。
SO-03G（Xperia Z4）
2015年6月10日発売。
SO-02G（Xperia Z3 Compact）
2014年11月12日発売。
SO-01G（Xperia Z3）
2014年10月23日発売。
SO-05F（Xperia Z2 Tablet）
2014年6月27日発売。
SO-04F（Xperia A2）
2014年6月19日発売。
SO-03F（Xperia Z2）
2014年5月21日発売。
SO-02F（Xperia Z1f）
2013年12月19日発売。Xperia Z1をほぼ同等のスペックでサイズ等を小型化したモデル。グローバル版は、Xperia Z1 Compact。
SO-01F（Xperia Z1）
2013年10月24日発売。フラグシップモデルである、Xperia Z1の日本版・ドコモ向けモデル。Xperia Z1f SO-02F、au向けのSOL23は兄弟機種。
SO-04E（Xperia A）
2013年5月17日発売。Xperia ZRの日本版・ドコモ向けモデル。
SO-03E（Xperia Tablet Z）
2013年3月22日発売。ソニーモバイル製としては初のタブレット・モバキャス（NOTTV）搭載モデル（以前販売されていたSony Tabletはソニー本体の製造）。
SO-02E（Xperia Z）
2013年2月9日発売。ソニー初のクアッドコアCPU搭載モデル。
SO-01E（Xperia AX）
2012年11月16日発売。Xperia GX・SXの後継機種。国内向けのXperiaでは初となるFeliCa/NFCを搭載。Xperia Vの日本版・ドコモ向けモデル。au向けのSOL21の兄弟機種。
SO-05D（Xperia SX）
2012年8月10日発売。Xperia GXの兄弟機種だがdocomo with seriesとしてリリースされ、国内向け機能に対応している。
SO-04D（Xperia GX）
2012年8月9日発売。国内向けのXperiaでは初となるLTE対応モデル。
SO-03D（Xperia acro HD）
2012年3月15日発売。Xperia acroの後継機種で新たに防水性能・デュアルコアCPU・HD液晶を搭載。「ソニー・エリクソン」ブランドとしての最終発売機種。

#### ソニー・エリクソン製・ドコモ向け
SO-02D（Xperia NX）
2012年2月24日発売。ディスプレイとキーの間に透明なパーツを配置した独特のデザインを採用している。Xperia Sの日本版・ドコモ向けモデル。
SO-01D（Xperia PLAY）
2011年10月26日発売。PlayStation StoreよりダウンロードすることによりPlayStationのゲームを楽しむことが出来る世界初のandroid OSを搭載したスマートフォン。
SO-03C（Xperia ray）
2011年8月27日発売。Xperia arcをベースに小型化およびテザリングを実現したスマートフォン。Android 2.3を搭載。
SO-02C（Xperia acro）
2011年7月9日発売。Xperia arcをベースにワンセグや赤外線通信、FeliCaを搭載したスマートフォン。Android 2.3を搭載。
SO-01C（Xperia arc）
2011年3月24日発売。Xperiaの後継機種。Xperia arcの日本版・ドコモ向けモデル。Android 2.3を搭載。
SO-01B（Xperia）
2010年4月1日発売。およそ2年ぶりとなるドコモ向け端末。Android搭載のスマートフォンで、Xperia X10の日本語版・ドコモ向けモデル。ドコモは本機発売のために新たに「ドコモ スマートフォン」のブランドを立ち上げた。
SO706i
2008年7月4日発売。ワンセグ、Style-Upパネルに対応。
SO906i（BRAVIAケータイ）
2008年6月2日発売。加速度センサーを搭載。
SO705i
2008年2月22日発売。Style-Upパネルに対応。
SO905iCS（Cyber-shotケータイ）
2008年2月15日発売。日本向けで初めてCyber-shotの名を冠した携帯。
SO905i
2007年11月29日発売。ワンセグに対応し、初のFOMAハイスピード対応端末。
SO704i
2007年7月13日発売。SO703iのマイナーチェンジモデルで、基本的な部分は同じとなっている。
SO903iTV（BRAVIAケータイ）
2007年6月22日発売。NTTドコモ向けでは初のワンセグ対応機種。
SO703i
2007年2月23日発売。着せ替えパネルにパネルに合わせた「アロマシート」が貼れ、香りも着せ替えられる。
SO903i
2006年11月25日発売。携帯電話初のメモリースティック DuoとminiSDカードの2種類の外部メモリーに対応。
SO902iWP+
2006年6月30日発売。SO902iのマイナーチェンジバージョン。防水機能を搭載している。
SO702i
2006年5月26日発売。SOシリーズ初の70xiシリーズのFOMA端末。
SO902i（FOMA STICK）
2006年3月21日発売。SOシリーズ初のFOMA端末かつFOMA初のストレート端末。開発コンセプトを紹介する書籍「MISSING PIECE」が全国の書店で販売された。
SO213iWR（RADIDEN）
2005年10月1日発売。FM、AM、TVの3バンドラジオチューナーつき携帯電話。AMチューナーが携帯電話に装備されるのは世界初。
SO506iS（premini-IIS）
2005年5月27日発売。premini-IIのマイナーチェンジモデル。
SO506i（premini-II）
2005年2月10日発売。premini、premini-Sのフルチェンジモデル。
SO213iS（premini-S）
2004年11月26日発売。preminiのマイナーチェンジモデル。
SO506iC
2004年7月23日発売。SO505iSの後継機種。iモードFeliCa（おサイフケータイ）搭載初モデルのひとつ。
SO213i（premini）
2004年7月1日発売。超小型ストレートモデル。
SO505iS
2003年12月12日発売。SO505iのマイナーチェンジモデル。機能はSO505iと共通。ジョグダイヤルがディスクジョグに変わった。ATRAC3形式の音楽再生機能搭載。
SO505i
2003年6月4日発売。形が180°回転型に変わった。この機種以降、地域で異なっていた発売日が全国統一された。
SO212i
2002年11月発売。ドコモ向けのソニー・エリクソン端末としては初めて着せ替えパネルを採用。なお、au向けの着せ替えモデルとはパネルの互換性はない。
SO504i
2002年6月発売。折りたたみ式。同社製品としては初めてサブディスプレイを搭載（名称は「クイックディスプレイ」）。「どこでもいっしょ」の人気キャラクター「トロ」を内蔵。旧型の「SO503i・SO503iS」とは対照的なシックなデザインで、センタージョグも健在であり、既に販売終了から3年以上経過しても、使いやすさには好評であり人気は根強い。
SO211i
2002年2月発売。ドコモ向け初のソニー・エリクソン製端末。平均的なスペックで、シンプルな端末。

#### ソニー製・ドコモ向け
SO503iS
2001年9月発売。SO503iのマイナーチェンジモデル。前作の問題点を改善したのみにとどまり、外観やスペックに劇的な変化は見られなかった。
SO210i
2001年8月発売。小型折りたたみ端末。メール検索機能を搭載。重量は80g台で、かなりの軽量。
SO210iとSO503iSから、「DoCoMo by Sony」に代わって「デジタルムーバ」を名乗るようになった。
SO503i
2001年3月発売。ソニー初のJava対応端末。予測変換機能「POBox」をドコモ向けとして初導入し、変換性能に磨きをかけた。当時としては珍しい大型TFT液晶を搭載して当初の人気は上々だったが、折りたたみ時にボタンが干渉して画面に傷がつく、センタージョグの耐久性が低い、ソフトウェアのバグ等のトラブルも散見された。
SO502iWM
2000年12月発売。「WM（With Music）」端末1号機。64MBのメモリースティックを同梱し、ATRAC音楽再生機能を搭載する。ドコモ向けとしては初のカラー液晶・折りたたみ。
SO502i
2000年6月発売。同社初のiモード対応端末。当時としては秀逸な連文節変換機能を持つ。ストレート型。
SO601ps
1999年12月発売。SO206がベースのぷりコール対応機種。東北地区では未提供。
SO207
1999年4月、東北地区・東海地区・関西地区・中国地区のみで発売。
SO206
1998年1月発売。この機種よりショートメールに対応（ER205を除く）。
SO201
1997年1月発売。
SO101
1996年5月発売。
CM-D800
フルレート端末、サイドにジョグダイヤル前進となるダイヤルが付けられており、ドコモ端末では稀なローミング表示領域が液晶に存在した。
DDIセルラーグループでも同等の機種が「HD-200」として発売された。

#### エリクソン製・ドコモ向け
ER209i
2000年12月発売。旧エリクソン最後のドコモ向け端末で、iモード対応端末としては最初で最後となった。
ER207
1999年11月発売。方位磁石を装備。
ER205
1998年9月発売。SO206より後の発売であるが、ショートメール非対応のため205が付与されている。

### KDDI・沖縄セルラー電話連合（au/UQ mobile）

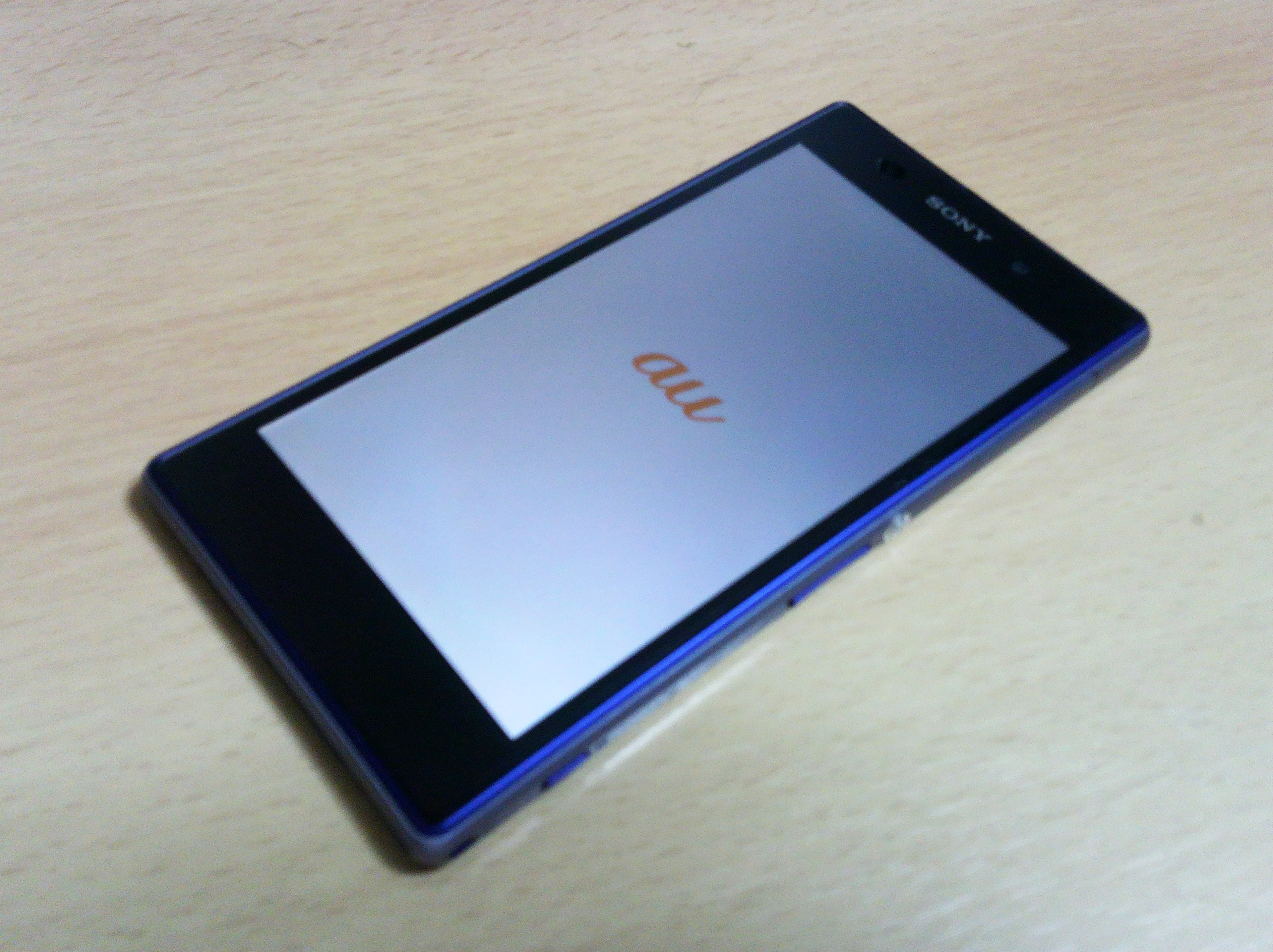
Xperia Z1 SOL23

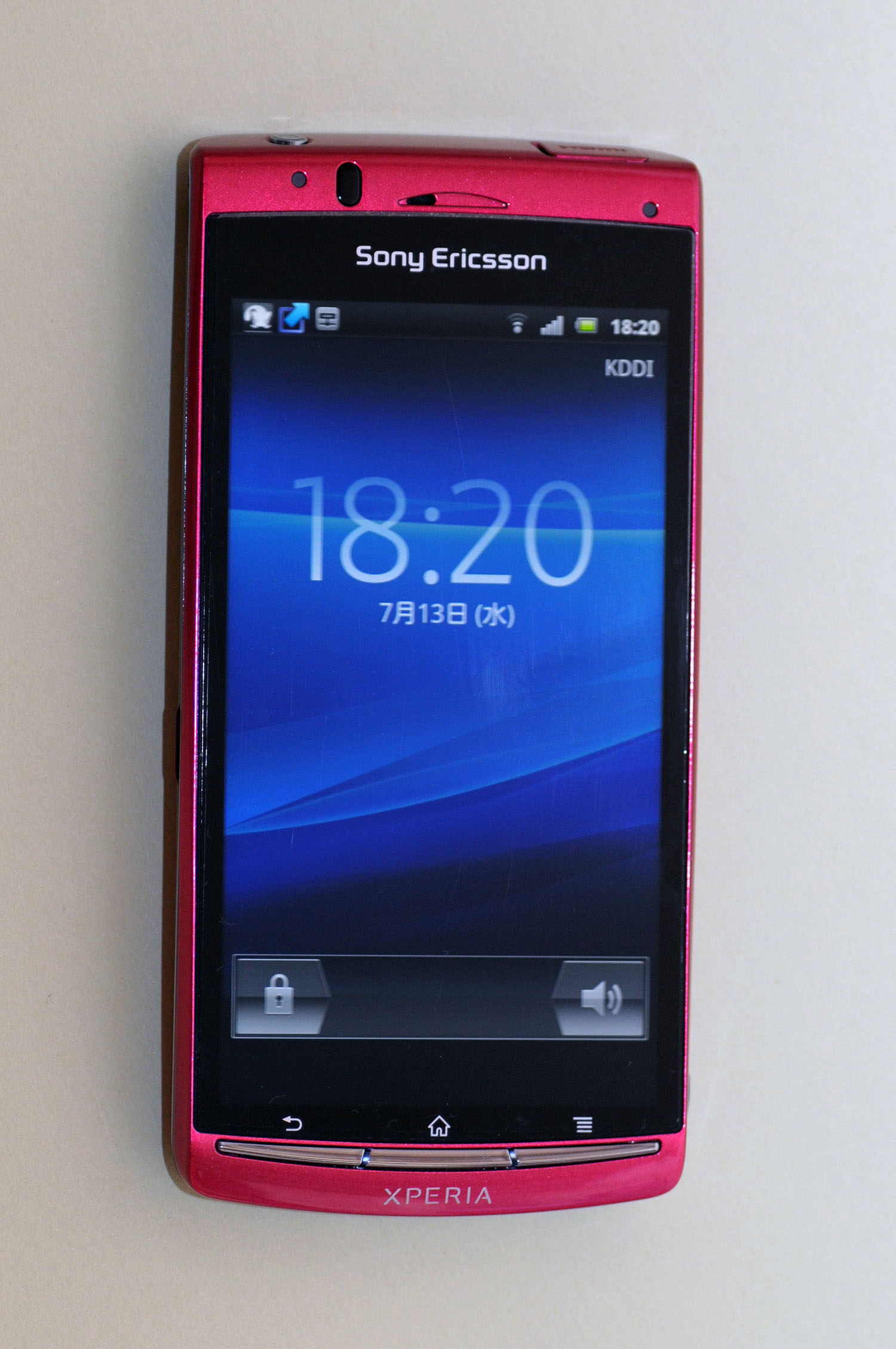
Xperia acro IS11S（SOI11）

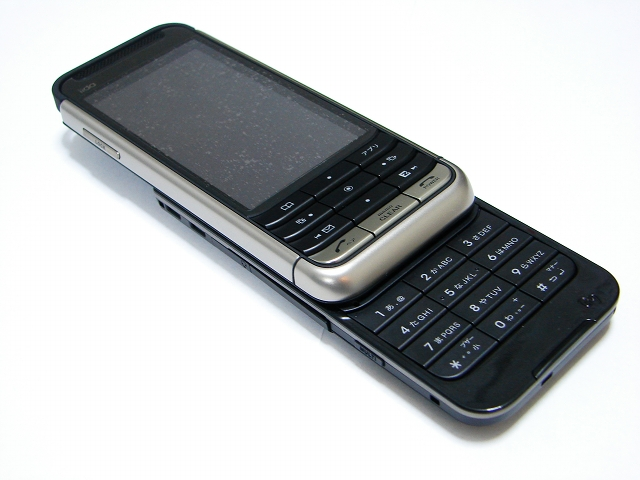
G9（SOX01）

※ 機種名の括弧内の型番は実際の製造型番

#### ソニーモバイル製・au向け
※ 機種名の括弧内の型番は実際の製造型番
SOG05（Xperia 5 III）
2021年11月12日発売。 au 5G対応。
SOG03（Xperia 1 III）
2021年7月9日発売。 au 5G対応。
SOG04（Xperia 10 III）
2021年6月18日発売。 au 5G対応。
SOG02（Xperia 5 II）
2020年10月17日発売。au 5G対応。
SOV43（Xperia 10 II）
2020年6月4日発売。
SOG01（Xperia 1 II）
2020年5月22日発売。au 5G対応。
SOV42（Xperia 8）
2019年10月25日発売。SOV41とSOV42以降、auでのXperiaシリーズはハイエンドとミドルレンジの2本立てとなる。
SOV41（Xperia 5）
2019年10月25日発売。
SOV40（Xperia 1）
2019年6月14日発売。
SOV39（Xperia XZ3）
2018年11月9日発売。
SOV38（Xperia XZ2 Premium）
2018年8月10日発売。これまでNTTドコモでのみ発売されていたプレミアムモデルが、本機種のみauでも発売された。
SOV37（Xperia XZ2）
2018年5月31日発売。
SOV36（Xperia XZ1）
2017年11月10日発売。
SOV35（Xperia XZs）
2017年5月26日発売。
SOV34（Xperia XZ）
2016年11月2日発売。
SOV33（Xperia X Performance）
2016年6月24日発売。
SOV32（Xperia Z5）
2015年10月29日発売。
SOV31（Xperia Z4）
2015年6月11日発売。
SOL26（Xperia Z3）
2014年10月23日発売。
Xperia Z2 Tablet SOT21
2014年7月5日発売。10インチタブレットとしては世界最薄最軽量。
Xperia ZL2 SOL25
2014年5月23日発売。Android 4.4、ステレオスピーカーを搭載。Xperia Z1の後継機種。Xperia初となる最大192kHz/24bitによるハイレゾ音源の再生機能、およびWiMAX2+に対応。
SOL24（Xperia Z Ultra）
2014年1月25日より発売。Xperiaシリーズ初となるファブレットで6.4インチフルHD液晶を搭載。カメラ以外の性能はXperia Z1とほぼ同じ。
SOL23（Xperia Z1）
2013年10月23日より発売。Android 4.2、5インチフルHD液晶およびクアッドコアCPU（第5世代Snapdragon）、フルセグチューナー（一連のau向けスマートフォンとしては史上初）などを搭載。Xperia UL SOL 22の後継機種でXperia Z Ultra SOL24、ドコモ向けのSO-01Fは兄弟機種。
Xperia UL SOL22
2013年5月25日より発売。Android 4.1、5インチフルHD液晶およびクアッドコアCPU（第4世代Snapdragon）、ウォークマンアプリなどを搭載。Xperia VLの後継機種。
Xperia VL SOL21（CDMA SOL21）
2012年11月9日より発売（当初は11月2日発売予定であったが延期）。IS12Sの後継機種でSO-01Eの兄弟機種。Xperia初となるau 4G LTEに対応。「ソニーモバイルコミュニケーションズ」ブランドとして初の機種。
Xperia acro HD IS12S（CDMA SOI12）
2012年3月10日より順次発売。IS11Sの後継機種で新たに防水性能・デュアルコアCPU（第3世代Snapdragon）・HD液晶を搭載。SO-03Dの兄弟機種。「ソニー・エリクソン」ブランドとしての最終発売機種。

#### ソニー・エリクソン製・au向け
※ 機種名の括弧内の型番は実際の製造型番
URBANO AFFARE（CDMA SOY05）
2011年10月27日より順次発売。URBANOシリーズ初のWIN HIGH SPEED（EV-DO MC-Rev.A）に対応。同社におけるフィーチャーフォンの最終機種。
S007（CDMA SO007）
2011年7月8日より順次発売。31個のLEDを搭載し、キー操作時などさまざまなシーンで明滅パターンを設定できる。WIN HIGH SPEED（EV-DO MC-Rev.A）およびWi-Fi WINに対応。
Xperia acro IS11S（CDMA SOI11）
2011年6月24日発売。同キャリア向けでは初のISシリーズかつXperiaブランドを冠した機種。Xperia arcをベースにワンセグや赤外線通信、FeliCaを搭載したスマートフォン。Android 2.3を搭載。SO-02Cの姉妹機。
G11（CDMA SOX02）
2011年3月25日より順次発売。S006をベースにしたiida端末。WIN HIGH SPEED（EV-DO MC-Rev.A）およびWi-Fi WINに対応。
S006（CDMA SO006）
2011年1月28日より順次発売。同キャリア向けCyber-Shotケータイ第4弾。タッチパネルに対応した。カメラが携帯端末では世界初1,620万画素にまでアップグレードされている。WIN HIGH SPEED（EV-DO MC-Rev.A）およびWi-Fi WINに対応。（2010年12月1日現在 Sony Ericsson調べ）
S005（CDMA SO005）
2010年11月5日より順次発売。同キャリア向けBRAVIA Phone第3弾。前モデルのS004をベースとし、WIN HIGH SPEED（EV-DO MC-Rev.A）に対応した。
URBANO MOND（CDMA SOY04）
2010年10月23日より順次発売。URBANOシリーズとしてはこの機種より防水仕様となる。なおこの機種は同社製のKCP+ & EV-DO Rev.A対応した最終機種となった。
S004（CDMA SO004）
2010年5月28日より順次発売。同キャリア向けBRAVIA Phone第2弾。防水仕様の筐体を採用し、4倍速ワンセグやSnapdragonでの高速処理が実現されている。
S003（CDMA SO003）
2010年5月28日より順次発売。同キャリア向けCyber-Shotケータイ第3弾。防水仕様の筐体を採用し、カメラは1209万画素にまでアップグレードされている。
URBANO BARONE（CDMA SOY03）
2010年2月中旬発売。40代-50代のユーザーを対象とした準ハイエンド機種。
BRAVIA Phone U1（CDMA SOY02）
2009年12月1日全国同時発売。同キャリア向けでは初のBRAVIA Phoneブランドを冠した機種であり、防水仕様。同社製のau電話機としては初のmicroSDHCメモリーカードに対応（最大16GBまで・KDDI公表）
S002（CDMA SO002）
2009年10月30日全国同時発売。W64Sの後継機種。ワンセグチューナーを搭載した携帯電話としては世界最小を誇る（2010年1月現在の時点において）。
G9（CDMA SOX01）
2009年4月17日全国同時発売。デザイン重視の新ブランド「iida（イーダ）」第1弾モデル。グローバルパスポートGSM & CDMA対応機種。S001ベース。
S001（CDMA SO001・Cyber-Shotケータイ）
2009年3月19日全国同時発売。同キャリア向けCyber-Shotケータイ第2弾。同キャリア向け、および同社製の機種としては初のグローバルパスポートGSM & CDMAに対応している。
Walkman Phone, Premier3（CDMA SOY01）
2009年2月6日より順次発売。国内向けならびに同キャリア向け「Walkman Phone,」シリーズの第2弾。
W65S （CDMA W65S・Walkman Phone, Xmini）
2008年12月23日より順次発売。音楽機能に特化した機種で、約4GBのフラッシュメモリを搭載する。
W64S（CDMA W64S）
2008年11月1日全国同時発売。W62Sをベースにワンセグチューナーを搭載。
W63S（CDMA W63S・フルチェンケータイ re）
2008年7月4日全国同時発売。本体の外装をより本格的にチェンジできる機種。
W62S（CDMA W62S）
2008年3月21日より順次発売。同キャリア向け初の本格的なGSMローミング（グローバルパスポートGSM）対応機種。
W61S（CDMA W61S・Cyber-Shotケータイ）
2008年5月3日全国同時発売。同キャリア向けとしては初のCyber-Shotケータイ。
W54S（CDMA W54S）
2008年2月1日より順次発売。同社初のCDMA 1X EV-DO Rev.Aおよび「KCP+」対応機種。東芝製au携帯電話W56TのOEM機種。
W53S（CDMA W53S）
2007年10月4日より順次発売。キャッチコピーは「あなたを彩る100のケータイ」。
W52S（CDMA W52S・ウォークマンケータイ）
2007年6月19日より順次発売。ウォークマンケータイ第2弾で、メモリースティック マイクロとmicroSDの2種類の外部メモリーに対応。
W51S（CDMA W51S）
2007年2月23日より順次発売。キャッチコピーは「すべてのあなたに美しいケータイ。」。
W44S（CDMA W44S）
2006年12月8日より順次発売。キャッチコピーは「それでも、人は、ケータイと呼ぶ。」。
W43S（CDMA W43S）
2006年9月14日より順次発売。beauty×beautyをコンセプトに、“あかり”と称する背面が光るギミックを搭載。
W42S（CDMA W42S・ウォークマンケータイ）
2006年6月20日より順次発売。同社の日本向け携帯電話としては初めてウォークマンブランドをつけた。
W41S（CDMA W41S）
2006年1月27日より順次発売。auの総合音楽サービス「LISMO」対応第1号端末。
W32S（CDMA W32S）
2005年9月16日より順次発売。WIN初の着せ替えケータイ。EZ FeliCa対応機種第1号の1つ。
W31S（CDMA W31S）
2005年4月14日より順次発売された、CDMA 1X WIN(WIN)端末。スライド式の端末でワンプッシュスライドボタンを持つ。
W21S（CDMA W21S）
2004年7月27日より順次発売されたソニー・エリクソン初のWIN機種。
A1404S II（CDMA A1404S II）
A1404Sのマイナーチェンジモデル。
A1404S（CDMA A1404S）
2005年1月下旬発売。FMラジオチューナー搭載機種。Style-Upパネル対応。業界初のルミナスエンジン? を搭載。
A1402S II（CDMA A1402S II）
A1402Sのマイナーチェンジモデル。
A1402S（CDMA A1402S）
2004年2月下旬発売。形はA5404Sの縮小版。
A5404S（CDMA A5404S）
2003年12月発売。ヒンジを始め、形がA5402Sに比べ大幅変更。以後のソニー・エリクソンのau機種のデザインはすべてこれが基になっている。
A5402S（CDMA A5402S）
2003年6月中旬発売。光る着せ替えモデル。（au:ソニー・エリクソン）回転型カメラはこれで終わり。au初のQVGA液晶搭載。しかしそれにも関わらずフォントがQVGA仕様に作られていないため、文字はそれ程見やすくない。
A1301S（CDMA A1301S）
2003年3月下旬発売。着うた・ムービーメール対応。A3014Sにカメラをつけたようなデザイン。
A1101S（CDMA A1101S）
2002年11月上旬発売。同社初のアンテナ内蔵型モデル。背面がかなり派手に光る。このモデルから、メインディスプレイで常時時計表示になる。
A3014S（CDMA A3014S）
2002年6月上旬発売。同社初のCDMA 1X・GPS・EZアプリ (Java)（当時の名称はezplus）対応モデル。デザインはC1002Sにサブディスプレイがついたような感じ。
C1002S（CDMA C1002S）
2001年12月22日出荷開始。着せ替えモデル。同社最後のcdmaOneモデル。日本におけるソニー・エリクソンブランド第一号商品。

#### ソニー製・au向け

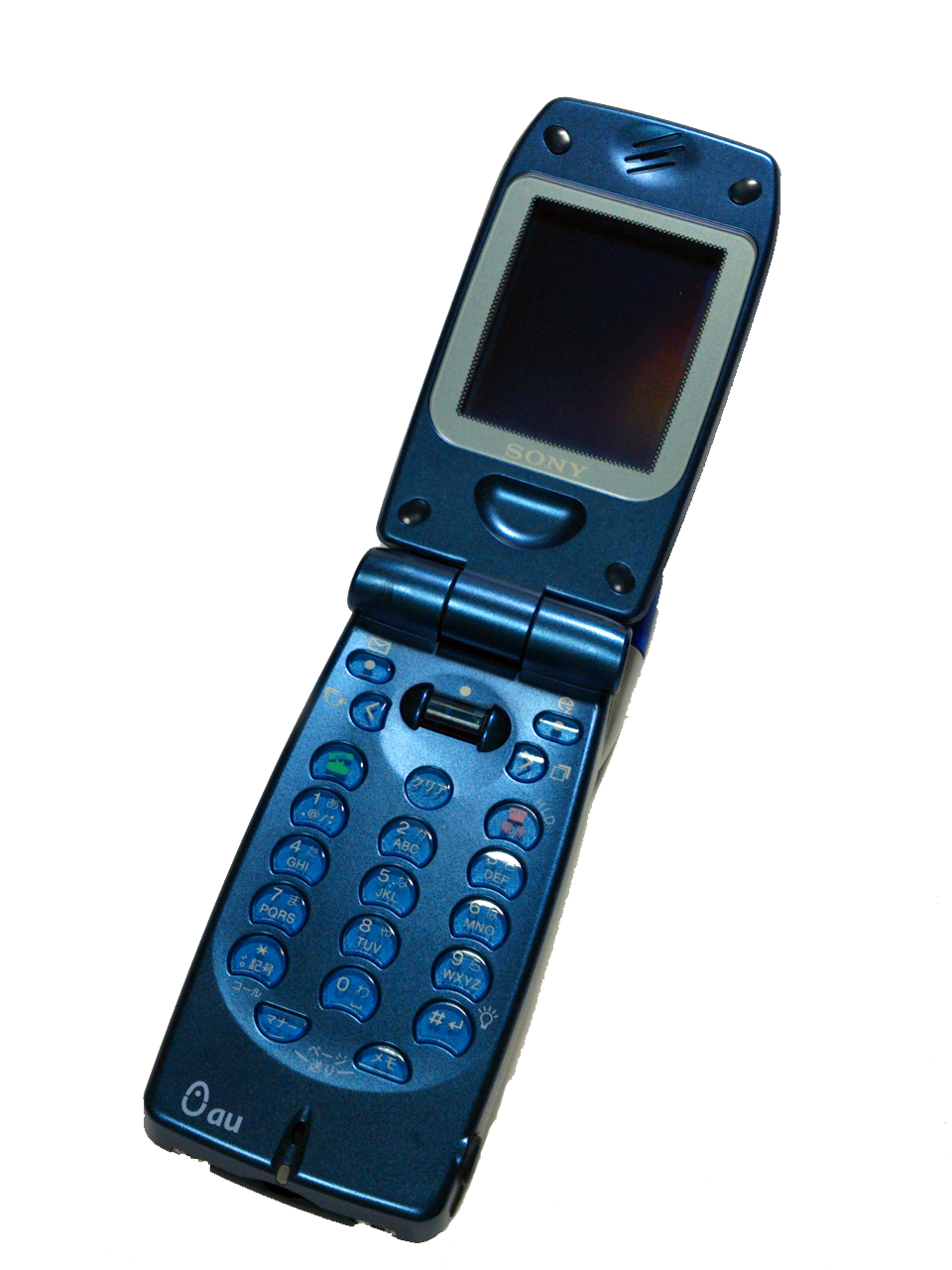
C404S DIVA

※ 機種名の括弧内の型番は実際の製造型番
C413S（CDMA C413S）
2001年6月下旬出荷開始。携帯電話初のBluetooth内蔵モデル。
C406S（CDMA C406S）
2000年12月26日発売。初めて「着せ替え」を採用したモデル。予測変換機能『POBox』もこの機種より搭載。また、タカラ（現・タカラトミー）がこの機種をベースに筐体や待ち受け画面、ストラップにスヌーピーをデザインした『スヌーピーフォン』を5000台限定で発売すると発表したが諸々の事情で中止となった。
C404S（CDMA C404S・DIVA）
2000年11月20日発売。64MBのメモリースティックを同梱し、ATRAC音楽再生機能を搭載する。この機種よりメールシステムがEZweb@mailになる。この他、メモリースティック同梱を省いたDIVAライトが2001年5月に発売。型番、機能、メモリースティック以外の同梱物は同じである。
C305S（CDMA C305S）
PacketOne対応。4階調モノクロ液晶搭載。デュアルジョグ（サイド&スティック）搭載。IDO・DDIセルラーバージョンはカラーバリエーションがシルバー・グレー・パープルで、auバージョンは透明感のあるブルーとピンクだった。
C101S（CDMA C101S）
初のcdmaOneシングルモード携帯電話。メールはCメールのみ。サイドジョグ搭載。ディスプレイがやや特殊で、バックライトが点灯すると文字が見難くなってしまう。
デジタルミニモ511G
IDO PDC時代の携帯電話。プチメールに対応。サイドジョグ搭載。DDIセルラーグループでも同等の機種が「HD-50S」として発売された。

#### UQ mobile向け
SOV44（Xperia 8 Lite）
2020年12月11日発売。SOV42-uの廉価版。
SOV42-u（Xperia 8）
2019年10月25日発売。SOV42のSIMフリーモデル。

### ソフトバンク・ウィルコム沖縄連合（各Y!mobile）
旧ウィルコムには供給無し。
Xperia 10 III (Y! mobile)（Xperia 10 III）
2021年7月2日発売。
A001SO(Y!mobile)（Xperia 10 II）
2020年5月29日発売。
Xperia 8 (Y!mobile)（Xperia 8）
2019年10月25日発売。Xperiaシリーズとしては初めてY!mobileで取り扱われる機種となる。
S51SE（ソニー・エリクソンブランド）
イー・アクセス時代のスマートフォン。2011年10月28日発売。「Xperia mini」の日本向けモデルであるが、Xperiaブランドではなく「Sony Ericsson mini」として販売される。

### ソフトバンク等
Xperia 5 III (SoftBank)（Xperia 5 III）
2021年11月12日発売。
Xperia 1 III (SoftBank)（Xperia 1 III）
2021年7月9日発売。
Xperia 5 II (SoftBank)（Xperia 5 II）
2020年10月17日発売。
Xperia 1 (SoftBank)（Xperia 1）
2019年6月14日発売。
SoftBank 801SO（Xperia XZ3）
2018年11月9日発売。
SoftBank 702SO（Xperia XZ2）
2018年5月31日発売。
SoftBank 701SO（Xperia XZ1）
2017年11月10日発売。
SoftBank 602SO（Xperia XZs）
2017年5月26日発売。
SoftBank 601SO（Xperia XZ）
2016年11月2日発売。
SoftBank 502SO（Xperia X Performance）
2016年6月24日発売。
SoftBank 501SO（Xperia Z5）
2015年10月29日発売。ドコモ・au向けとは異なり追加色のPinkは用意されていない。
SoftBank 402SO（Xperia Z4）
2015年6月12日発売。
SoftBank 401SO（Sony Xperia Z3）
2014年11月21日発売。SoftBankで初めてXperiaブランドを冠した機種。ドコモ・au向けとは異なりキャリアロゴは付いておらず、グローバル版に近い外観となっている（後に発売された機種も同様）。
Vodafone 802SE
2004年12月15日発売。ソニー・エリクソンとしては最初で最後の（日本の）ボーダフォン機種。欧州で開発されたエリクソン製端末の流れを汲む機種であり、ソニー製の機種に見られるジョグダイヤルなどは装備されていないが、外部メモリはメモリースティックDuoを使用する。
J-SY01
1999年10月発売。ソニーとしては最初で最後のJ-PHONE機種。ジョグダイヤル付きストレート端末。J-0xシリーズなのでパケット通信には対応しない。

### TU-KAブランド
ソニー単独時代に供給する。
TH291
1999年1月発売。
TH281
TH271
TH261
TH251
1995年6月発売。
TH241

### デジタルツーカー
ソニー単独時代に供給し、ツーカー仕様の端末がベース。
タイプSO4（TH291ベース）
タイプSO3（TH281ベース）
タイプSO2（TH271ベース）

### SIMフリー端末
Xperia J1 Compact
2015年4月20日発売。ソニーストア・ソネット・イオンモバイル・楽天モバイルの取り扱い。
Xperia XZ Premium
2017年11月28日発売。ソニーストア・ソネット・nuroモバイルの取り扱い。
Xperia Ace
2019年10月11日発売。楽天モバイル、IIJmio・goo Simseller・mineo・nuroモバイルの取り扱い。
Xperia 1
2020年8月26日発売。
Xperia 5（J9260）
2020年8月26日発売。
Xperia 1II（XQ-AT42）
2020年10月30日発売。
Xperia PRO（XQ-AQ52）
2021年2月10日発売。
Xperia 5 II（XQ-AS42）
Xperia 1 III（XQ-BC42）
2021年11月19日発売。
Xperia PRO-I（XQ-BE42）
2021年12月15日発売。

### Wi-Fiモデル
Sony Xperia Z2 tablet
2014年5月31日発売。ソニーストア・アマゾンなどの取り扱い。
Sony Xperia Z3 tablet compact
2014年11月7日発売。ソニーストア・アマゾンなどの取り扱い。
Sony Xperia Z4 tablet
2015年6月19日発売。ソニーストア・アマゾンなどの取り扱い。